# Wilhelm Schmeisser
Wilhelm Schmeisser (* 1953) ist ein pensionierter deutscher Betriebswirtschaftler sowie Professor für Personalwirtschaft und Organisation.

## Leben
Nach dem Studium der Betriebswirtschaftslehre an der Universität Duisburg, war Wilhelm Schmeisser von 1979 bis 1984 wissenschaftlicher Assistent am Lehrstuhl für Betriebswirtschaftslehre, Unternehmensführung, insbesondere Planung und Organisation, bei Erich Staudt. 1984 wurde er mit einer Arbeit zur Erfinderproblematik promoviert.
Im gleichen Jahr wurde er Hochschulassistent an der Universität Duisburg und Mitglied des IAI von Staudt (Institut für angewandte Innovationsforschung e.V., erst in Duisburg später an der Universität Bochum).
1985 übernahm er die Lehrstuhlvertretung in den Fächern Unternehmensführung, Planung und Organisation an der Universität Duisburg während Staudt ein Forschungssemester hatte.
1987/88 wechselte Schmeisser an den Lehrstuhl für Betriebswirtschaftslehre, Unternehmensführung, insbesondere Planung, Organisation und Personalwirtschaft und war dort Assistent bei G. Müller-Stewens.
Nach seiner Habilitation im Jahre 1991 zum Thema „Genese neuer Geschäftsfelder in Industriebetrieben“, nahm er verschiedene Lehrstuhlvertretungen wahr, u. a. im WS 1990/91 an der TU Kaiserslautern für das Fach Produktionswirtschaft, im WS 1991/92 an der TU Dresden für das Fach BWL, insbesondere Personalwirtschaft.
Ab 1991 war Schmeisser zuerst Gastdozent, dann Gastprofessor für Marketing und Finanzierung an der Hochschule für Ökonomie, der späteren HTW Berlin.
1994 wurde er Professor für Betriebswirtschaftslehre an der FHTW Berlin. Seit 31. März 2017 befindet er sich im Ruhestand. 
1994 gehörte er zu den Gründungsvätern und Koordinatoren des Studienganges Betriebswirtschaftslehre, mit Schwerpunkt Banken.
Seit 2001 ist er zudem Koordinator des Postgradualen Weiterbildungsstudiums BWL im Rahmen des Fernstudiums.

## Schwerpunkte
Schmeissers Forschungsschwerpunkte umfassen Personalmanagement und Organisation, Innovationsmanagement, Technologiemanagement und Strategisches Management.
Er ist Direktor des Kompetenzzentrums „Internationale Innovations- und Mittelstandsforschung“ an der HTW in Berlin und Direktor der Forschungsstelle „Europäisches Personalmanagement und Arbeitsrecht (EPAR)“ in Paderborn, Mitherausgeber der Schriftenreihen: „Finanzwirtschaft, Finanzdienstleistungen und Empirische Wirtschaftsforschung“, „Gesundheits- und Innovationsmanagement“ und „Internationales Management“.
Im Rahmen seiner Lehrtätigkeit hat er für Studenten des Präsenz- und Fernstudiums einige Lehrbücher verfasst, die man kostenlos im Portable Document Format (PDF) herunterladen kann. In der Reihe „Einfach lernen!“ erschienen u. a. Werke zur Buchhaltung und Finanzierung.

## Veröffentlichungen (Auswahl)
- Ausgewählte Beiträge zum Innovationsmanagement, zur empirischen Mittelstandsforschung und zum Patentschutz, Rainer Hampp Verlag, München Mehring 2008. ISBN 978-3-86618-210-3
- Controlling und Berliner Balanced Scorecard Ansatz. 2009. ISBN 978-3-486-59062-3
- Corporate Finance und Risk Management. 2010. ISBN 978-3-486-59752-3
- Einführung in den Berliner Balanced Scorecard Ansatz. Ein Weg zur wertorientierten Performancemessung für Unternehmen. ISBN 978-3-86618087-1
- Finanzorientierte Personalwirtschaft. 2008. ISBN 978-3-486-58485-1
- Forschungs- und Technologie-Controlling: Wie Unternehmen Innovationen operativ und strategisch steuern, Schäffer-Poeschel Verlag, 2006. ISBN 978-3-7910-2394-6
- Innovationserfolgsrechnung, 2008.  ISBN 978-3-540-77615-4
- Internationale Personalwirtschaft und Internationales Arbeitsrecht. 2010. ISBN 978-3-486-59218-4
- Technologiemanagement und Innovationserfolgsrechnung. 2010. ISBN 978-3-486-59830-8
- Innovative Performance Accounting, 2010. ISBN 978-3-642-013522
- Controlling and Berlin Balanced Scorecard Approach, 2011. ISBN 978-3-486-70565-2
- Personalmanagement, 2012. ISBN 978-3-8252-3733-2
- International Human Resource Management and International Labour Law, 2013. ISBN 978-3-486-71649-8
- Handbuch Innovationsmanagement, 2013.  ISBN 978-3-86764-421-1
- Personalcontrolling, 2014. ISBN 978-3-8252-4116-2
- Organisation, 2014. ISBN 978-3-8252-3976-3
- Schmeisser, Wilhelm; Sobierajczyk, Patrick; Zinn, Anastasia; Chomek, Mathias: Praxishandbuch Personalcontrolling, S. 1–248, UKV, Konstanz, München, 2016, ISBN 978-3-86764-688-8